# Campagne (Hérault)
Campagne è un comune francese di 272 abitanti situato nel dipartimento dell'Hérault, nella regione dell'Occitania.

## Società

### Evoluzione demografica
Abitanti censiti